# Distrito de San Isidro (Lima)
El distrito de San Isidro es uno de los cuarenta y tres distritos que conforman la provincia de Lima, ubicada en el departamento homónimo, en el Perú. Limita al norte con el distrito de Lince; al noreste, con los distritos de La Victoria y San Borja; al este también con el distrito de San Borja; al sur con los distritos de Surquillo y Miraflores; al oeste con el océano Pacífico y el distrito de Magdalena del Mar; y al noroeste con el distrito de Jesús María.
En 2017, contó con una población de 60 735 habitantes. En 2019, ocupó el 14.º puesto en el índice de desarrollo humano de los distritos del Perú. Sin embargo, se sigue manteniendo dentro de los tres primeros puestos de los distritos limeños donde es más caro poder adquirir una vivienda, terreno o departamento. Está habitado por familias de nivel socioeconómico alto. El distrito de San Isidro es el centro financiero de Lima; los principales rubros económicos que presentan una alta actividad son el comercio y los servicios.

## Historia
Durante el virreinato del Perú, al hacerse el primer reparto de tierras, la región Huallas fue adjudicada a Nicolás de Ribera y Laredo, fundador de la Ciudad de los Reyes y del Cabildo de Lima.
En 1560, Antonio de Ribera, procurador general, alcalde y maestro de campo de Gonzalo Pizarro, trajo los primeros olivos que dieron lugar al nacimiento del Bosque El Olivar. Esta heredad, antes de tomar el nombre de su propietario del Conde de San Isidro, quien la adquirió en 1777, llevó el de sus anteriores dueños, entre ellos: Martín Morón, Pedro de Olavarrieta, Tomás de Zumarán y Antonio del Villar. Su último propietario colonial fue Isidro de Cortázar y Abarca, conde de San Isidro y primer alcalde ordinario de Lima.

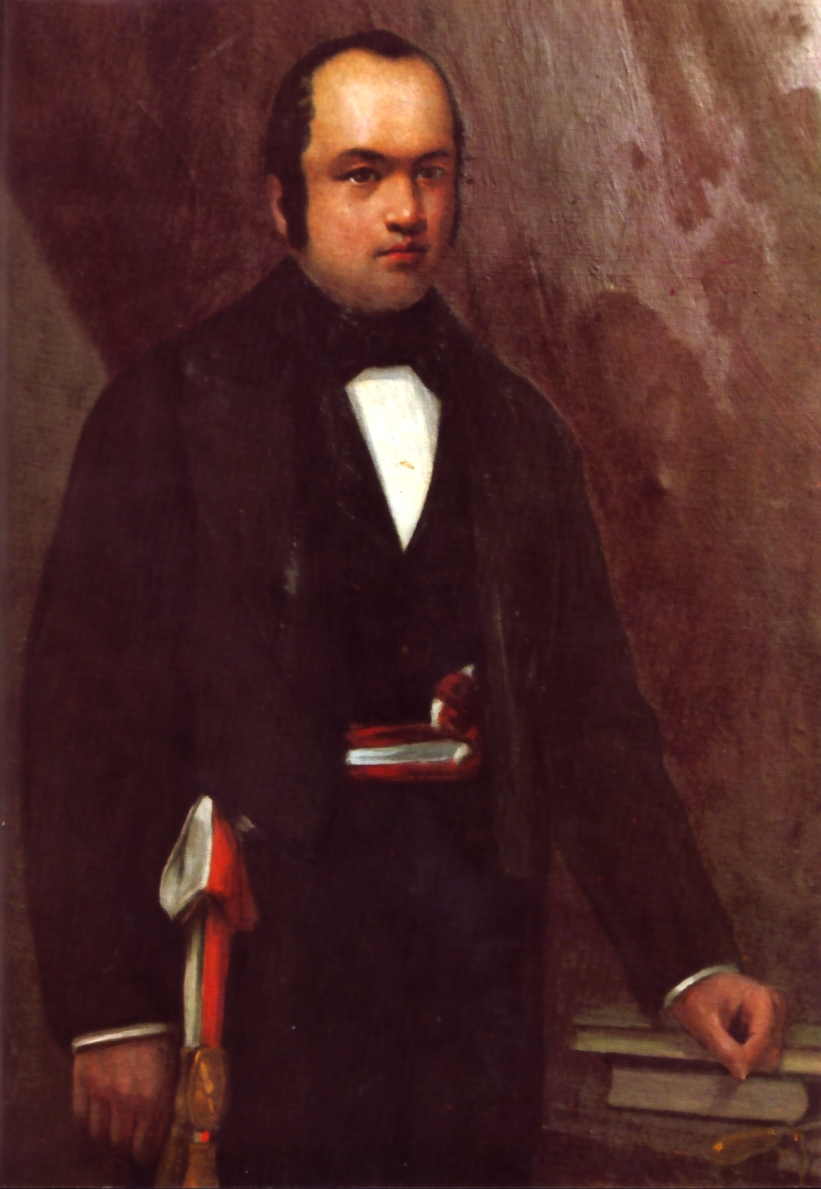
José Gregorio Paz Soldán.

En 1853, pasó al poder de José Gregorio Paz Soldán, y finalmente, a manos de la familia Moreyra y Paz Soldán.
En 1920, se formó la Compañía Urbanizadora San Isidro Limitada, encomendando el proyecto de urbanización al escultor y urbanista, Manuel Piqueras Cotolí, quien concibió un plano variado e irregular con el afán de conseguir un barrio pintoresco. Asimismo, con la ilusión de que presentara un aspecto arquitectónico de cierta unidad y carácter.
La primera urbanización se extendió alrededor del Bosque El Olivar, a lo largo de la avenida Los Conquistadores y del óvalo de la cuadra 28 de la avenida Arequipa. Dentro del mismo parque, se separaron para la venta 41 manzanas de diversos tamaños, con un área de 22 400 m2. En 1924, se autorizó la urbanización Orrantia, que constituyó un barrio de importancia con una avenida de primera categoría, como la avenida Javier Prado. En 1925, se creó la urbanización Country Club, con el hotel y el campo de polo respectivamente, que formaron otro centro de gravedad del distrito.
Posteriormente, las urbanizaciones de San Isidro, Orrantia y Country Club se segregan del distrito de Miraflores, y pasan a formar el nuevo distrito creado por Decreto Ley N.º 7113 del 24 de abril de 1931. Y cuyo primer concejo, se instaló el 2 de mayo del mismo año, siendo su primer alcalde Alfredo Parodi.
La población de 1931 fue de 2131 habitantes. Luego, el censo de 1940 arrojó una cifra de 8778 pobladores.
El 17 de diciembre de 1996, miembros del Movimiento Revolucionario Túpac Amaru (MRTA) tomaron por asalto la residencia del embajador del Japón, ubicada en el distrito. El secuestro duró hasta el 22 de abril de 1997, cuando un comando de las Fuerzas Armadas liberó a los rehenes.
San Isidro se ha convertido en uno de los distritos más pujantes, atravesando por un proceso de desarrollo urbano durante la década de 1980 y 1990, que lo convirtió en el centro financiero de la ciudad de Lima.

## Geografía y límites distritales

### Ubicación
El distrito de San Isidro forma parte de la subregión Lima Centro. Cuenta con una superficie de 9,36 km² y su altitud media es de 108 m s.n.m. 

### Límites
Limita al norte con el distrito de Lince, mediante la avenida Guillermo Prescott, las calles Barcelona, Los Laureles, Luis Pasteur y el jirón Mama Ocllo. Enseguida, el límite parte por medio de las avenidas General Trinidad Morán y Arequipa, la calle Percy Gibson y las avenidas Prolongación Iquitos y Javier Prado Este. Seguidamente, colinda al noreste, con los distritos de La Victoria y San Borja, igualmente a través de la avenida Javier Prado Este.  
Posteriormente, limita al este, también con el distrito de San Borja, por medio de la avenidas Guardia Civil y José Gálvez Barrenechea, las cuales se caracterizan históricamente por haber sido las pistas de despegue y aterrizaje del antiguo Aeropuerto Internacional de Limatambo.
Después, colinda al sureste, con el distrito de Surquillo, mediante las calles 32, Ricardo Angulo y 3 Sur, y la avenida Andrés Aramburú. Luego, limita al sur, con el distrito de Miraflores, igualmente a través de la avenida Andrés Aramburú, la avenida Santa Cruz y el óvalo Gutiérrez. Seguidamente, el límite atraviesa la avenida Emilio Cavenecia, las calles José del Llano Zapata, Alfredo Salazar, Francisco Tudela y Varela, y las últimas cuadras de la avenida Angamos Oeste. Después, el límite finaliza al suroeste, a través de la avenida General Córdova, la calle Jorge Polar, la avenida Augusto Pérez Araníbar y la Bajada Los Delfines. Seguidamente, colinda también al suroeste, con el océano Pacífico.
Posteriormente, limita al oeste, con el distrito de Magdalena del Mar, a través del malecón Luis Bernales García, y las avenidas Del Ejército, Juan de Aliaga y General Juan Antonio Pezet. Seguidamente, el límite parte mediante la calle Bernardo Monteagudo girando por la avenida Alberto del Campo y partiendo por medio de las calles Nicanor de la Rocca de Vergallo, Tomás Ramsey, Bilbao y Clemente X.

Finalmente, colinda al noroeste, con el distrito de Jesús María, mediante las avenidas Faustino Sánchez Carrión y General Felipe Salaverry.
| Noroeste: Distrito de Jesús María                  | Norte: Distrito de Lince                            | Nordeste: Distrito de La Victoria / Distrito de San Borja |
| Oeste: Distrito de Magdalena del Mar               |                                                     | Este: Distrito de San Borja                               |
| Suroeste: Océano Pacífico / Distrito de Miraflores | Sur: Distrito de Miraflores / Distrito de Surquillo | Sureste: Distrito de Surquillo / Distrito de San Borja    |

### Conflicto limítrofes
Los distritos de San Isidro y Lince poseen una disputa limítrofe en la avenida Javier Prado Este, desde la cuadra 4 hasta la cuadra 8, pegadas a la urbanización San Eugenio. Judicialmente, estas cuadras pertenecen al distrito de Lince; sin embargo, la Municipalidad de San Isidro es quien las fiscaliza y supervisa.
El distrito de San Isidro tiene una disputa territorial con el distrito de Magdalena del Mar, desde hace más de 50 años, que comprende 42 manzanas delimitadas por las avenidas General Felipe Salaverry, Juan de Aliaga y Faustino Sánchez Carrión. En la zona se han presentado múltiples conflictos entre personal de serenazgo de ambos distritos, por diferencia entre nombre de las calles e intervención de espacios públicos. En 2022, los candidatos electos de ambos distritos, Francis Allison y Nancy Vizurraga, se comprometieron a dialogar con las autoridades para lograr un tratado pacífico sobre los problemas limítrofes. Aún no hay una solución definitiva por parte del Instituto Metropolitano de Planificación, ni del Congreso de la República.

## Centro financiero

Centro financiero de San Isidro.

San Isidro es el distrito financiero de Lima, en el cual alberga las sedes centrales de los mayores bancos del país como el Banco de Crédito del Perú, Banco Continental, MiBanco, Citibank, Banco Interamericano de Finanzas, Banco Pichincha, Banco de Comercio, Banco GNB y Scotiabank. 
Además, el distrito es sede de las mayores compañías aseguradoras, las cuales incluyen Rimac Seguros, Mapfre Perú, Interseguro, Pacífico Seguros y La Positiva.
Asimismo, diversas otras empresas y tiendas por departamento tienen su oficina central en San Isidro, entre las que destacan Entel, Falabella, Claro, Grupo Breca, Ernst & Young, McKinsey & Company, Boston Consulting Group, KPMG, GSK, Banco Falabella, Compañía de Minas Buenaventura, Anglo American, Petroperú, Bristol Myers Squibb, Plaza Vea, Tottus, Boehringer Ingelheim, Ripley, 3M, Brahma, Novartis, PriceWaterhouseCoopers, Deloitte, IBTGroup, entre otras.
Anteriormente funcionaron como Sprint (2008-2020), Wong (1993-2003), Metro (2003-2013) y ACE Home Center (1994-2003).
Finalmente, se encuentran instituciones como la Corporación Financiera Internacional, CONFIEP y COFIDE, así como entidades públicas como la Superintendencia de Banca y Seguros.

## Hitos y estructura urbana

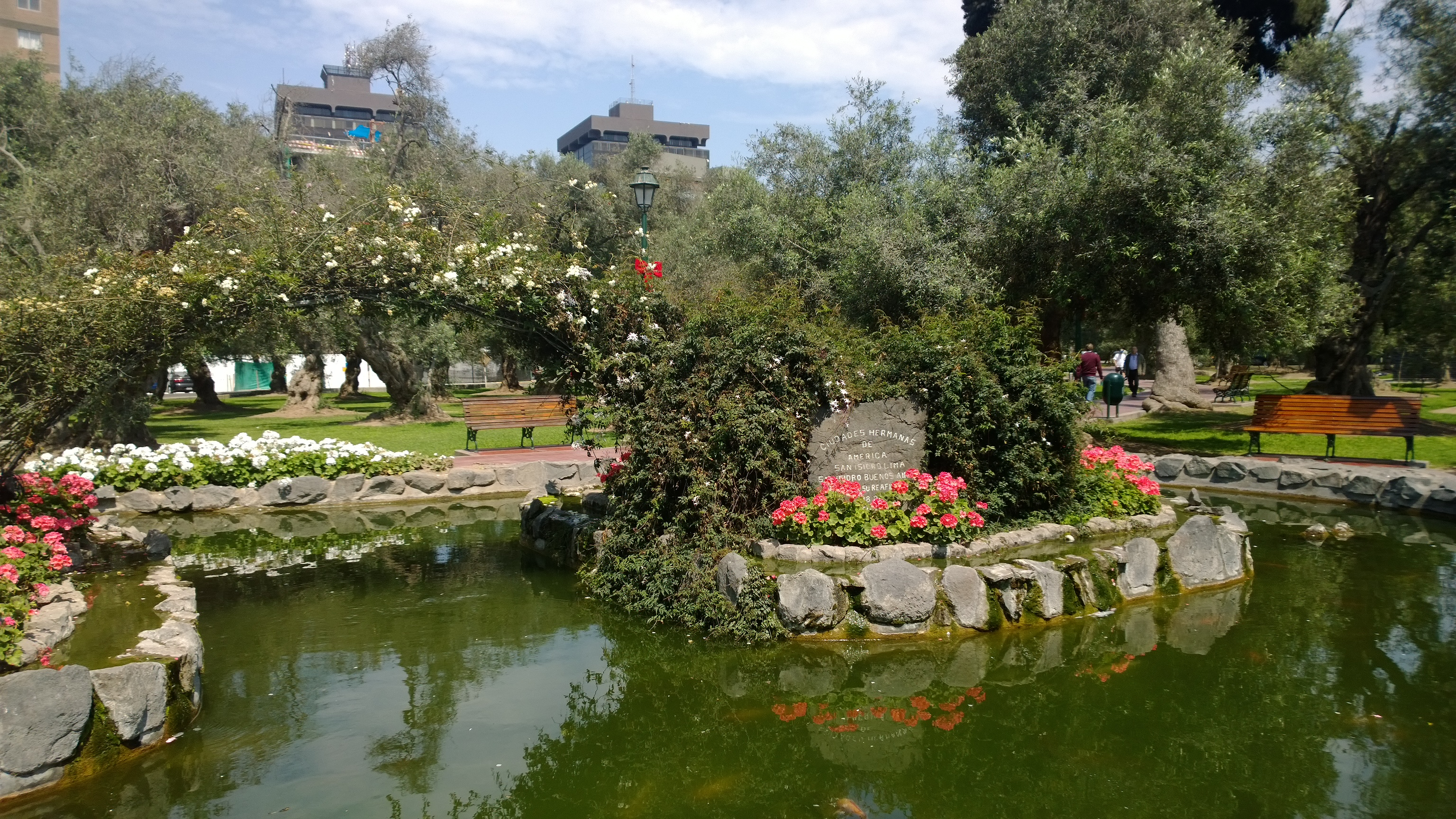
Bosque El Olivar.

El distrito de San Isidro tiene una enorme cantidad de áreas verdes. El Bosque El Olivar tiene varias hectáreas sembradas de olivos hace más de cuatro siglos. Algunos de los cuales fueron sembrados por San Martín de Porres y fue declarado Monumento Nacional en 1959. El Olivar es un parque que se destaca por ser un gran pulmón para la ciudad. Adicionalmente, es donde se encuentra la sede de la Biblioteca Municipal de San Isidro (la más completa y con mayor actividad cultural de las bibliotecas municipales de Lima) y la laguna. Por último, es de una de las zonas residenciales del distrito que mejor se mantienen en la actualidad.
En San Isidro se encuentran sedes de importantes clubes sociales peruanos como son el Lima Golf Club, el Real Club de Lima, el británico Phoenix Club, el Club de la Banca y Comercio, el Club Empresarial, entre otros. En los alrededores de estos clubes abundan las casas señoriales. Aunque en las últimas décadas, se ha erigido edificios habitacionales de más de 50 metros, convirtiéndolo en uno de los distritos más modernos de la ciudad de Lima. Cabe destacar, que los edificios residenciales alrededor del Lima Golf Club, se asientan a la manera del Central Park de Nueva York, lo cual constituye tal vez un caso único en América Latina.[cita requerida]
El distrito cuenta con diversos hoteles, importantes centros comerciales, además de varios centros de convenciones y esparcimiento. Los más emblemáticos son el Country Club Lima Hotel, el Royal Park Hotel, el Swissôtel, el Hotel Los Delfines, el Hotel Westin Libertador, el Centro Comercial Camino Real, entre otros.
Asimismo, posee una gran actividad cultural, con varios teatros, galerías de arte, librerías y una casa de la cultura. Además, en el distrito se lleva a cabo diversos programas municipales y eventos culturales que dan uso a los espacios públicos.[cita requerida]

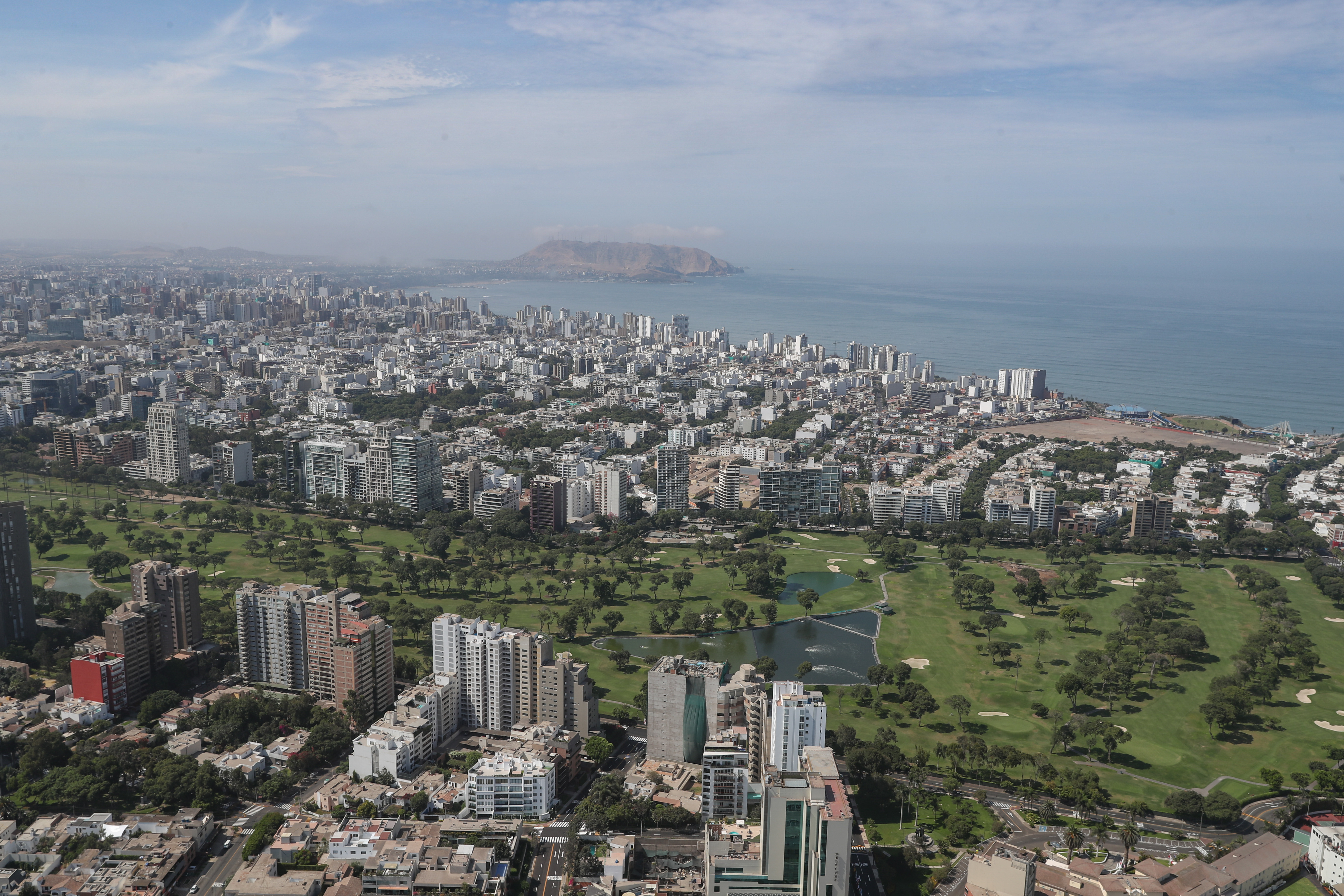
Vista del Lima Golf Club.

La siguiente información estadística nos da una idea global de su actual desarrollo:
- 58 embajadas, consulados, consulados honorarios y residencias diplomáticas, entre las que se encuentran las de Argentina, Colombia, Chile, Venezuela, Uruguay, Bolivia, Ecuador, Cuba, República Dominicana, El Salvador, Nicaragua, Jamaica, Honduras, Panamá, México, España, Portugal, Alemania, Finlandia, Noruega, Liechtenstein, Suecia, Francia, Luxemburgo, Dinamarca, Austria, Suiza, Mónaco, Eslovenia, Serbia, República Checa, Hungría, Polonia, Eslovaquia, Estonia, Grecia, Rumania, Ucrania, Rusia, Turquía, Azerbaiyán, Israel, Arabia Saudita, Egipto, Argelia, Marruecos, Sudáfrica, India, República Popular China, Corea del Norte, República de Corea, Tailandia, Indonesia, Malasia, Australia, Nueva Zelanda, así como también la sede de la delegación de la Unión Europea y de la misión diplomática de la Soberana Orden de Malta, entre otras.
- 2 huacas de origen prehispánico: la huaca Huallamarca y la huaca Santa Cruz.
- 21 bancos principales, 5 agencias bancarias, 5 administradoras de fondos de pensiones y 6 sociedades agentes de bolsa.
- 9 hoteles de 5 estrellas, 34 hoteles y hostales de otras categorías, 34 restaurantes y 15 centros nocturnos de diversión, lo cual promueve significativamente el turismo en el distrito.[10]
- Decenas de monumentos, esculturas ornamentales y fuentes de agua, en homenaje a los próceres de la independencia, héroes nacionales y personajes ilustres del distrito e intelectuales que destacaron en las letras, en las ciencias y en las artes.
- Importantes iglesias católicas como la parroquia Nuestra Señora Virgen del Pilar, parroquia de la Medalla Milagrosa, parroquia Nuestra Señora de Belén y parroquia de Santa María Reyna, además de las sinagogas sefardí, asquenazí y Jabad-Lubavitch y templos de otros credos religiosos.

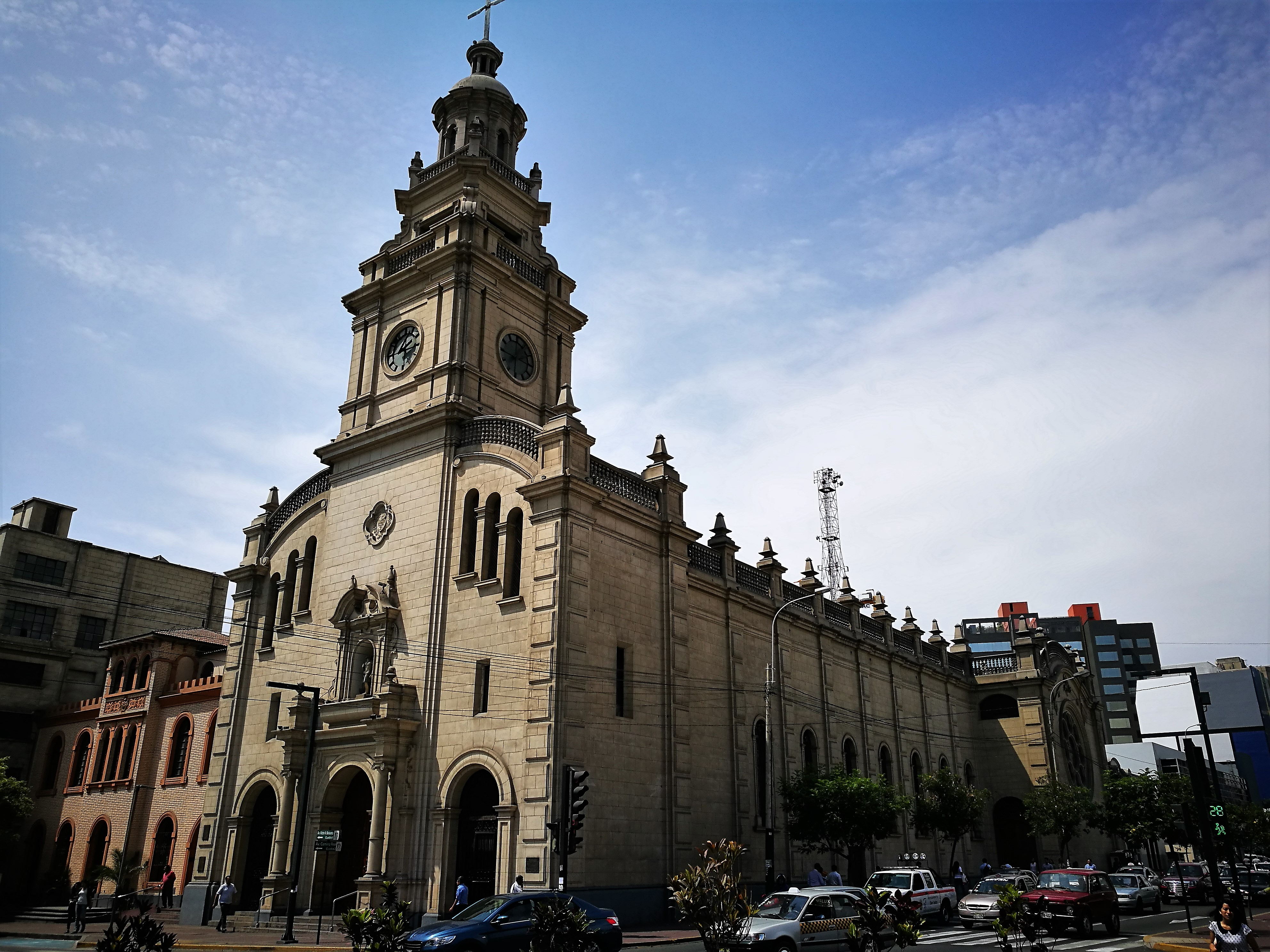
Parroquia de Nuestra Señora del Pilar.

### Centros educativos
- Cuenta con grandes centros educativos tanto de índole privada como estatal. Entre los colegios privados se encuentran el Sagrados Corazones de Belén, San Agustín, Santa Úrsula, María Reina Marianistas, Santa Rosa, León Pinelo, Sagrados Corazones Reina de la Paz, Nuestra Señora de la Luz, Sagrado Corazón Sophianum, Isabel Flores de Oliva y los estatales Isabel la Católica, 1065 María Reiche y Alfonso Ugarte. Asimismo, el distrito cuenta con una de las sedes de la Universidad Peruana de Ciencias Aplicadas (UPC), y la Unidad de Posgrado y Especialización en Estomatología de la Universidad Peruana Cayetano Heredia (UPCH).

### Atractivos turísticos
- Bosque El Olivar
- Fundación Biblioteca-Museo Temple Radicati
- Huaca Huallamarca y museo de sitio
- Huaca Santa Cruz
- Museo Marina Núñez del Prado

### Complejo deportivo
- El distrito cuenta con un complejo deportivo municipal, cerca a la popular Costa Verde, con canchas de tenis, fútbol, un gimnasio e infraestructura para la práctica de otras disciplinas. Por otro lado, se ubica la Federación Peruana de Golf.

## Autoridades

### Municipales
| Cargo     | Autoridad electa                         | Partido político | Partido político   |
| --------- | ---------------------------------------- | ---------------- | ------------------ |
| Alcaldesa | Nancy Rosalie Vizurraga Torrejón         |                  | Renovación Popular |
| Regidor   | Gustavo Alfredo Pablo Reátegui Rosselló  |                  | Renovación Popular |
| Regidora  | Lily Antonieta Eugenia Morey Morzán      |                  | Renovación Popular |
| Regidor   | Julio César Martín Isidro Avanzini Allan |                  | Renovación Popular |
| Regidora  | María del Rosario Fernández Revoredo     |                  | Renovación Popular |
| Regidor   | Miguel Augusto Grados Iturrizaga         |                  | Renovación Popular |
| Regidora  | Nicole Chávez Cunti                      |                  | Renovación Popular |
| Regidora  | María Esperanza Puig Salaverry           |                  | Fuerza Popular     |
| Regidora  | María Pia Valcárcel Cornejo              |                  | Avanza País        |
| Regidor   | Gabriel Renato Chapiama Bracamonte       |                  | Avanza País        |
| Regidora  | Zuleika Vannessa Benel Zevallos          |                  | Somos Perú         |

### Comisarías de San Isidro
- Comisaría PNP Lince: ubicada en el distrito homónimo.
- Comisaría PNP San Isidro
  - Comisario: Comandante PNP Raúl Díaz Salcedo
- Comisaría PNP Orrantia del Mar

### Religiosas
- Parroquia Nuestra Señora Virgen del Pilar
  - Párroco: Pbro. Francisco Javier Salas, C. P.
- Parroquia Santa Mónica
  - Párroco: Pbro. Raúl Pereira Castro, Diocesano.
- Parroquia Nuestra Señora de la Medalla Milagrosa[11]
  - Párroco: José Antonio Ubillús Lamadrid, C. M.
- Parroquia Santa María Reina
  - Párroco: R. P. Victor Müller Bull, S. M.

## Transporte

### Metropolitano
- Estación Aramburú: ubicado en el cruce de las avenidas Paseo de la República y Andrés Aramburú.
- Estación Canaval y Moreyra: ubicado en el cruce de las avenidas Paseo de la República y Enrique Canaval y Moreyra.
- Estación Javier Prado: ubicado en el cruce de las avenidas Paseo de la República y Javier Prado Este.

### Expreso San isidro
La Municipalidad de San Isidro ha implementado el Expreso San Isidro, el cual es un sistema de transporte intradistrital compuesto por 3 rutas. Cada una es servida por 2 buses eléctricos, que permiten el traslado de personas de forma gratuita. Los buses eléctricos cuentan con acceso a internet gratuito, facilidades para personas en silla de ruedas, soporte delantero para bicicletas, entre otros.

## Festividades
- Abril: aniversario del distrito.
- Octubre: homenaje a Nuestra Señora del Pilar.
- Noviembre: homenaje al Señor de los Milagros. Las imágenes del Señor de los Milagros y de la Virgen de la Nube son veneradas en la Parroquia Santa Mónica durante el mes de octubre, y salen en procesión el primer o segundo domingo de noviembre, desde el templo de la Parroquia Santa Mónica.

## Hermanamientos
- Lauderdale-by-the-Sea (Condado de Broward, Florida, USA).[13]
- Huacho (Provincia de Huaura, Departamento de Lima, Perú).
- Bahía Blanca (Provincia de Buenos Aires, Argentina).[14]
- Distrito de Catacaos (Provincia de Piura, Departamento de Piura, Perú).[15]
- Distrito de Surquillo (Provincia de Lima, Departamento de Lima, Perú).[16]

## Composición étnica
La composición étnica de San Isidro se verá en el siguiente gráfico: